# Раполано Терме
Раполано Терме (итал. Rapolano Terme) је насеље у Италији у округу Сијена, региону Тоскана.
Према процени из 2011. у насељу је живело 2989 становника. Насеље се налази на надморској висини од 300 м.

## Становништво
Према резултатима пописа становништва 2011. у општини је живело 5.129 становника.
| 1931. | 1936. | 1951. | 1961. | 1971. | 1981. | 1991. | 2001. | 2011. |
| ----- | ----- | ----- | ----- | ----- | ----- | ----- | ----- | ----- |
| 5.475 | 5.587 | 5.541 | 5.783 | 5.188 | 5.095 | 4.975 | 4.776 | 5.129 |